# Temperatura odczuwalna
Temperatura odczuwalna (ang. apparent temperature) – stan określający, jakie odczucie termiczne wystąpi przy danych warunkach pogodowych. Wyliczana jest w zależności od przyjętego modelu na podstawie takich parametrów, jak temperatura powietrza, siła wiatru, wilgotność i opady.
Po raz pierwszy pojęcie temperatury odczuwalnej wprowadzili Paul Allman Siple i Charles Passel w latach 40. XX wieku. Był to wynik ich spostrzeżenia, dotyczącego zamarzania wody w naczyniu podczas badań naukowych na Antarktydzie. Z obserwacji tej wynikało, że czas, po jakim zamarzała woda, zależał od jej początkowej temperatury, temperatury otoczenia i prędkości wiatru.
Istnieje kilka modeli, pozwalających obliczyć temperaturę odczuwalną, jednak żaden nie daje zadowalających wyników w całym zakresie zmienności warunków atmosferycznych.

## Proponowane modele

### Model 1 – temperatura-wiatr
Według modelu zaproponowanego w 2001 przez amerykański instytut National Weather Service {\displaystyle T_{wc}} jest dana wzorem:
{\displaystyle T_{wc}=13{,}12+0{,}6215T_{a}-11{,}37V^{0{,}16}+0{,}3965T_{a}V^{0{,}16}}
gdzie: {\displaystyle T_{a}} temperatura powietrza w °C, {\displaystyle V} prędkość wiatru w km/h (przykładowe wartości obliczone według tego modelu przedstawia tabela poniżej).
| x       | 10 °C | 5 °C | 0 °C | −5 °C | −10 °C | −15 °C | −20 °C | −25 °C | −30 °C | −35 °C | −40 °C | −45 °C | −50 °C |
| ------- | ----- | ---- | ---- | ----- | ------ | ------ | ------ | ------ | ------ | ------ | ------ | ------ | ------ |
| 10 km/h | 8,6   | 2,7  | −3,3 | −9,3  | −15,3  | −21,1  | −27,2  | −33,2  | −39,2  | −45,1  | −51,1  | −57,1  | −63,0  |
| 15 km/h | 7,9   | 1,7  | −4,4 | −10,6 | −16,7  | −22,9  | −29,1  | −35,2  | −41,4  | −47,6  | −53,74 | −59,9  | −66,1  |
| 20 km/h | 7,4   | 1,1  | −5,2 | −11,6 | −17,9  | −24,2  | −30,5  | −36,8  | −43,1  | −49,4  | −55,7  | −62,0  | −69,3  |
| 25 km/h | 6,9   | 0,5  | -5,9 | −12,3 | −18,8  | −25,2  | −31,6  | −38,0  | −44,5  | −50,9  | −57,3  | −63,7  | −70,2  |
| 30 km/h | 6,6   | 0,1  | −6,5 | −13,0 | −19,5  | −26,0  | −32,6  | −39,1  | −45,6  | −52,1  | −58,7  | −65,2  | −71,7  |
| 35 km/h | 6,3   | −0,4 | −7,0 | −13,6 | −20,2  | −26,8  | −33,4  | −40,0  | −46,6  | −53,2  | −59,8  | −66,4  | −73,1  |
| 40 km/h | 6,0   | −0,7 | −7,4 | −14,1 | −20,8  | −27,4  | −34,1  | −40,8  | −47,5  | −54,2  | −60,9  | −67,6  | −74,2  |
| 45 km/h | 5,7   | −1,0 | −7,8 | −14,5 | −21,3  | −28,0  | −34,8  | −41,5  | −48,3  | −55,1  | −61,8  | −68,6  | −75,3  |
| 50 km/h | 5,5   | −1,3 | −8,1 | −15,0 | −21,8  | −28,6  | −35,4  | −42,2  | −49,0  | −55,8  | −62,7  | −69,5  | −76,3  |
| 55 km/h | 5,3   | −1,6 | −8,5 | −15,3 | −22,2  | −29,1  | −36,0  | −42,8  | −49,7  | −56,6  | −63,4  | −70,3  | −77,2  |
| 60 km/h | 5,1   | −1,8 | −8,8 | −15,7 | −22,6  | −29,5  | −36,5  | −43,4  | −50,3  | −57,2  | −64,2  | −71,1  | −78,0  |

### Model 2 – temperatura-wiatr
Inny z modeli traktuje temperaturę odczuwalną również jako liniową funkcję temperatury powietrza, jednak zmienia się w nim rodzaj zależności od prędkości wiatru:
{\displaystyle T_{wc}=33+(0{,}478+0{,}237\cdot {\sqrt {V}}-0{,}0124\cdot V)\cdot (T_{a}-33)}
(gdzie zastosowano oznaczenia jak w modelu 1).

### Modele wielowymiarowe
Istnieje wiele uogólnień powyższych modeli, wprowadzających szereg wskaźników biometeorologicznych, zależnych m.in. od wilgotności czy promieniowania słonecznego. Temperatura odczuwalna podawana w prognozach jest liczona dla „standardowego człowieka” i ma wartość jedynie orientacyjną.